# فالکن تایر
فالکن تایر (انگلیسی: Falken Tire) شرکت تایرسازی ژاپنی است، که در سال ۱۹۸۳ تأسیس شد.